# Twilight-sagaen
Twilight-sagaen er en serie af fire bøger skrevet af den amerikanske forfatter Stephenie Meyer. Bøgerne har vundet stor popularitet, især hos unge. 
I marts 2015, havde bøgerne i serien solgt 120 millioner eksemplarer i 47 lande. Bogen Breaking Dawn kom ud med en førsteudgave i USA på 3,2 millioner eksemplarer. Således var det den bog, som blev trykt med det højeste oprindelige oplag i USA i 2008.

## Handling
Bøgerne handler om Isabella Swan (går under kaldenavnet “Bella”), en teenagepige, der flytter hjem til hendes far Charlie Swan i byen Forks, Washington, og forelsker sig i en 109-årig vampyr ved navn Edward Cullen. Hver af de fire bøger følger Bella gennem hendes forvandling fra menneske til vampyr.

### Særlige evner
Vampyrer har i nogle tilfælde særlige evner fx 
- Edward kan læse tanker
- Alice (Edwards adoptivsøster) kan se ind i fremtiden
- Jasper (Edwards adoptivbror og Alices kæreste) kan mærke følelser
- Bella (hovedpersonen) kan lave et skjold så psykiske angreb ikke kan ramme hende.
- Renesmee kan vise én de tanker hun har som hun ønsker de skal se, ved at røre ens kind og intet skjold kan skærme hendes evne

Varulve og vampyrer er naturlige fjender.

## Titler
Titlerne på bøgerne er:
1. Twilight - (dansk Tusmørke)
2. New Moon - (dansk Nymåne)
3. Eclipse - (dansk Formørkelse)
4. Breaking Dawn - (dansk Daggry)

Bøgerne er oversat til dansk af Birgitte Brix, Tina Schmidt og Tina Sakura Bestle

### Film
Serien er blevet filmatiseret af Summit Entertainment. Den sidste Twilight-filmatisering havde premiere i biograferne den 15. november 2012 (Danmark) og den 16. november 2012 (Storbritannien).
Filmene bærer samme navn som bøgerne omend den sidste bog er delt op i to film.
1. Twilight (2008)
2. The Twilight Saga: New Moon (2009)
3. The Twilight Saga: Eclipse (2010)
4. The Twilight Saga: Breaking Dawn - Part 1 (2011)
5. The Twilight Saga: Breaking Dawn - Part 2 (2012)